# Grundbach (Mandau)
Der Grundbach ist ein 11,3 km langer rechtsseitiger Zufluss der unteren Mandau gegenüber dem Stadtgebiet von Zittau im Landkreis Görlitz im Südosten Sachsens.

## Beschreibung
Der Bach entspringt im Zittauer Gebirge südwestlich des Jonsberges am Kroatzbeerwinkel in der Nähe der Straße von Jonsdorf nach Schanzendorf (Valy). Sein naturnaher, von Wiesen gesäumter Oberlauf führt östlich der Mühlsteinbrüche vorbei durch Alt-Jonsdorf mit dem Jonsdorfer Kurpark und durch Hänischmühe; den Jonsberg umfließt der Bach dabei an der West- und Nordseite. Am Kieferberg wird linksseitig der Mühlgraben abgeleitet, er mündet in Bertsdorf in das Bertsdorfer Wasser.
Am Grundbachsee wird der Bach östlich von Bertsdorf und Hörnitz am Rande der Grundbachhöhe, der renaturierten Abraumhalde des Tagebaus Olbersdorf, geleitet. Nach der Schleife auf der Hörnitzer Höhe umfließt der Grundbach die ehemalige Halde auch östlich und mündet am Südwestufer in den Olbersdorfer See. Der Abfluss des Baches aus dem Olbersdorfer See erfolgt am Nordufer. Nach 150 m mündet der Grundbach in Höhe des Westparkes gegenüber von Pethau in die Mandau.
Vom Zittauer Westpark führt ein Tagebaulehrpfad über die Grundbachbrücke zum neuen Grundbachtal, Grundbachsee und die Grundbachhöhe (319 m NN) um den Olbersdorfer See.

## Geschichte

### Mühlgraben
Wann der zur Verstärkung der Wasserkraft des Bertsdorfer Wasser angelegte Mühlgraben entstand, ist nicht bekannt. Das Wasser wird unterhalb von Hänischmühe linksseitig abgeleitet und zwischen dem Kiefernberg und dem Grenzberg nach Bertsdorf geführt. Erstmals erwähnt wurde der Graben 1536 anlässlich eines Wasserstreits zwischen dem Zittauer Rat und den Cölestinern auf dem Oybin.

### Verlegungen des Unterlaufes
Der natürliche Bachlauf führte ursprünglich westlich von Olbersdorf zwischen dem Grundberg und Drachenberg in einer flachen Senke zur Mandau, in die der Grundbach gegenüber dem Pethauer Teich mündete.  Durch die Grube Glückaufschacht bei Olbersdorf wurde seit der 1. Hälfte des 20. Jahrhunderts der Abraum über das Grundbachtal transportiert und linksseitig des Baches verkippt. In den Jahren 1977–1980 wurde der Grundbach für die Erweiterung des Tagebaus nach Westen in Rohre verlegt.
Nach der Einstellung des Tagebaubetriebes begann 1991 die Sanierung der Bergbaufolgelandschaft Olbersdorf. Im Rahmen der Gestaltung eines Naherholungsgewässers wurde die Flutung des Tagebaurestlochs durch Einleitung des Grundbaches sowie die Gestaltung eines Seeauslaufs zur Mandau geplant. Zwischen 1995 und 1996 wurde der Grundbach auf einer Länge von 4,4 km in naturnaher Bauweise verlegt und in der Grundbachsenke der Grundbachsee als Rückhaltebecken angelegt. Seit dem 1. Oktober 1996 fließt der Grundbach in das Restloch. Nachdem Ende Februar 1999 der Olbersdorfer See seinen Stauspiegel erreicht hatte, floss der Grundbach über das neu errichtete Auslaufbauwerk wieder in die Mandau ab. Der neugestaltete Grundbachlauf war Teil der Landesgartenschau Zittau/Olbersdorf 1999.